# Новый Вавилон
«Новый Вавилон» — советский чёрно-белый немой кинофильм Григория Козинцева и Леонида Трауберга 1929 года. Другое название — «Штурм неба». Историко-революционная эпопея. Шедевр советского авангарда. ФЭКСы создавали «Новый Вавилон» под влиянием идеи интеллектуального кино, выдвинутой Эйзенштейном, но в отличие от него уделяли серьёзное внимание работе с актёрами.
Премьера состоялась 18 марта 1929 года. Фильм имел огромный успех в СССР и за рубежом. В «Очерках истории кино СССР» Н. А. Лебедева можно прочесть, что фильм «Новый Вавилон» — «подлинный праздник живописности на экране», что Москвин и Михайлов блестяще имитируют изобразительные приемы Мане, Дега, Ренуара. Премьерный показ фильма с оригинальной фортепианной музыкой Дмитрия Шостаковича прошёл в Лондоне в марте 2017 г.

## Сюжет
Франция в 1870-е годы. Юная продавщица Луиза, стоявшая за прилавком огромного парижского магазина «Новый Вавилон», приходит на баррикады Парижской коммуны, а её возлюбленный, солдат Жан, изменяет себе и становится в ряды карателей.
Фильм напоён любовными реминисценциями из великой французской культуры XIX века — Гюго, Золя, живописи импрессионистов. В его кадрах живут традиции Мане, Ренуара, Дега, Писсаро, острого и язвительного Лотрека, даже «голубого» Пикассо.
Народное восстание — обычная победоносная точка в советских фильмах 20-х годов. Странно и почти одиноко выглядела на этом фоне трагичная лента о поражении и поругании восстания. Фильм «Новый Вавилон» выразил тревожные раздумья молодых художников о судьбе революции и революционеров и о своём драматическом времени.

## В ролях
- Арнольд Арнольд — депутат
- Сергей Герасимов — журналист Лутро
- Давид Гутман — хозяин магазина «Новый Вавилон»
- Олег Жаков — коммунар
- Янина Жеймо — модистка Тереза
- Андрей Костричкин — приказчик
- Елена Кузьмина — продавщица Луиза Пуарье (дебют в кино)
- Софья Магарилл — актриса
- Тамара Макарова — танцовщица канкана
- Всеволод Пудовкин — приказчик
- Людмила Семёнова — танцовщица канкана
- Пётр Соболевский — солдат Жан
- Евгений Червяков — солдат национальной гвардии

## Съёмочная группа
- Авторы сценария:
  - Григорий Козинцев
  - Леонид Трауберг
- Режиссёры-постановщики:
  - Григорий Козинцев
  - Леонид Трауберг
- Продюсер:
- Оператор-постановщик: Андрей Москвин
- Композитор: Дмитрий Шостакович
- Художник-постановщик: Евгений Еней

## Критика
Историк кино Николай Лебедев писал в «Очерке истории кино СССР»: «Снятый с великолепным чувством стиля фильм — подлинный праздник живописности на экране». При этом он отмечал: «Стараясь выразить широкие социальные обобщения, „фэксы“ давали типическое без характерного. Лишённые реалистической конкретности, персонажи фильма превращались в эффектные, но бесплотные символы, поведение которых не волновало зрителя». Он также утверждал, что после этого фильма «стали особенно очевидными противоречивость и зигзагообразность пути, которыми шли „фэксы“ все пять лет своей работы в кинематографе».